# Trombudo Central
Trombudo Central es un municipio brasileño del estado de Santa Catarina. Tiene una población estimada al 2022 de 7 274 habitantes. Forma parte de la Región metropolitana del Alto Valle de Itajaí.

## Toponimia
El nombre “Trombudo Central” tuvo su origen por la forma (dibujo) de la unión de los ríos Braço do Trombudo y Trombudo Alto, que forma una especie de manga marina.
Muchas localidades cercanas fueron nombradas según este río como: Barra do Trombudo, Trombudo Central, Trombudo Alto (Agrolândia) y Braço do Trombudo.

## Historia
Su colonización comenzó en 1904, cuando los inmigrantes Ernesto Prada, colono austriaco, y Emílio Graupner llegaron a sus tierras. Las tierras donde se ubica el municipio de Trombudo Central pertenecieron inicialmente al municipio de Porto Belo/Itajaí, posteriormente al municipio de Blumenau, Rio do Sul, del cual se independizó política y administrativamente en 1959.